# Vikartovsky Irma
Vikartovsky Irma (Ambrózy; Komárom, 1913. szeptember 17. - Komárom, 2005. május 31.) zenepedagógus.

## Élete
Előbb Komáromban tanult, majd tanítói képesítést szerzett a pozsonyi Zene- és Színházművészeti Főiskolán. 1955-től kezdődően 22 éven át a Komáromi Művészeti Alapiskola igazgatója volt. Az iskolán bevezette a mesterkurzusokat.

## Elismerései
- 2000 Komárom - Pro Urbe[2]
- Példás pedagógus
- Polgármesteri kitüntetés
- Kiváló pedagógus